# Франц Юлий Саксен-Лауэнбургский
Франц Юлий Саксен-Лауэнбургский (нем. Franz Julius von Sachsen-Lauenburg; 13 сентября 1584, Ратцебург — 8 октября 1634, Вена) — принц Саксен-Лауэнбургский.

## Биография
Франц Юлий — старший сын герцога Франца II Саксен-Лауэнбургского в его втором браке с Марией Брауншвейг-Вольфенбюттельской, дочерью герцога Юлия Брауншвейг-Вольфенбюттельского. Как и другие его братья, не получил основательного воспитания и образования.
4 октября 1619 года Франц Юлий вместе с братьями подписал в Лауэнбурге наследный договор, по которому за признание своего старшего сводного брата Августа герцогом Саксен-Лауэнбурга получил владение Анкер и ежегодную ренту в размере 2500 рейхсталеров. Франц Юлий поступил камергером на службу императору при венском дворе и выполнял различные дипломатические миссии по заданию императора Фердинанда. После того, как Август оккупировал вдовьи владения матери Франца Юлия в амте Нойхаус, между братьями возник конфликт, который не был урегулирован вплоть до смерти Франца Юлия. Он умер в Вене, предположительно от чумы, не оставив наследников. Поместье Анкер отошло герцогу Августу.

## Потомки
Франц Юлий женился 14 мая 1620 года на Агнессе Вюртембергской, дочери герцога Фридриха I Вюртембергского. Все семеро их детей умерли в детстве:
- Франциска Мария (1621)
- Мария Сибилла (1622—1623)
- Франц Фридрих (1623—1625)
- Франц Юлий (1624—1625)
- Иоганна Юлиана (1626)
- Фердинанд Франц (1628—1629)
- Франц Людвиг (1629)